# Żałoba

Czarna wstążka symbolizująca żałobę w kulturze euroamerykańskiej

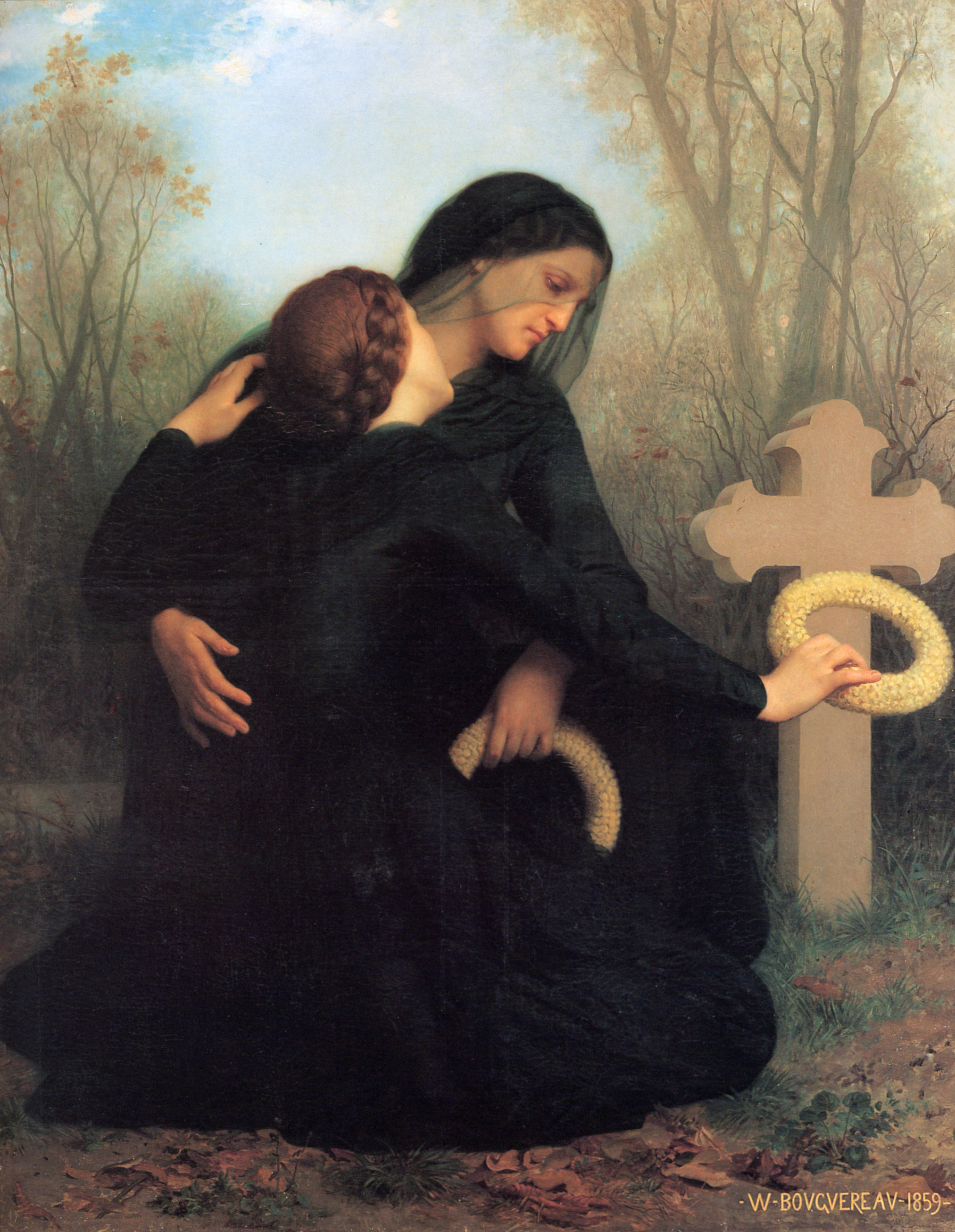
The Day of the Dead (Dzień Zmarłych), obraz Williama-Adolphe’a Bouguereau.

Żałoba – tradycyjne uzewnętrznione odzwierciedlenie stanu wewnętrznego jednostki, państwa, kultury, społeczności w reakcji na śmierć osoby ważnej w danym środowisku (rodzina, kraj, miasteczko, plemię). Żałoba a przeżywanie straty to dwa różne pojęcia, gdyż przeżywanie straty zachodzi wewnątrz. Jest to reakcja całego naszego „ja” na stratę.
Osoba, która utraciła bliskiego, może zauważyć następujące zmiany:
- fizyczne (problemy ze spaniem, wyczerpanie, nadpobudliwość lub ospałość, drżenie, mdłości, wysypki, alergie, zaburzenia cyklu hormonalnego, podatność na zachorowania/niską odporność),
- w swoich stanach emocjonalnych (smutek, poczucie winy, bezsilność, poczucie przytłoczenia, pogrążenia, samotność, złość lub wściekłość, pustkę, poczucie zagrożenia, strach przed przyszłością, nacisk, presję, przymus, ulgę, poczucie swobody itp.),
- w procesie myślenia i w procesach poznawczych (tendencje do zapominania, trudności z wysuwaniem wniosków i logicznym rozumowaniem, pomyłki, trudności z koncentracją, gonitwę myśli lub zmaganie się z myślami, stany zamroczenia, „wyłączanie się”, słyszenie znajomych głosów),
- w zachowaniu (porządkowanie i aranżowanie rzeczy, płakanie, denerwowanie się, martwienie się, zmiana w sposobie żegnania się, mówienie innym, aby się lepiej traktowali, więcej wrażliwości i współczucia dla innych, odnowienie więzi z rodziną i przyjaciółmi, albo stronienie od bliskich i ludzi w ogóle, słuchanie nastrojowej muzyki, lub piosenek o sentymentalnej treści, angażowanie się w zajęcia, które lubiła zmarła osoba, przyjmowanie nowych ról w rodzinie i społeczeństwie),
- w stanach duchowych (wiara się albo wzmacnia albo chwieje, nowy punkt widzenia na wiele zjawisk, troska o życie pozagrobowe, gniew na Boga, zmniejszenie obawy o śmierć, zwiększenie troski o zdrowie i dobro rodziny, śmierć jako absolutorium, życie jako zamknięty krąg).

W przeciwieństwie do żałoby, która jest podyktowana kulturowo lub religijnie, przeżywanie straty jest bardzo indywidualnym procesem i nie ma określonego limitu czasowego. Dodatkowo, przeżywanie straty nie jest procesem linearnym, w którym przechodzi się od jednego etapu do drugiego, ale przypomina raczej fale i nawroty – z różną intensywnością i częstotliwością.

## Emocje
Stan emocjonalny stanowiący proces przystosowania po stracie oraz zwyczaj mający na celu oddaniu szacunku osobie zmarłej, manifestowany przez osoby, z którymi była ona związana, zazwyczaj przez noszenie czarnych ubrań (w Chinach białych ubrań), oraz przez powstrzymywanie się od korzystania z rozrywki, najczęściej od picia alkoholu i tańca. Jako reakcja emocjonalna trwa zazwyczaj około roku. Przedłużająca się żałoba, tzw. patologiczna, może skutkować stanami depresyjnymi.

## Tradycja
W wielu kulturach tradycja nakazuje, aby osoby blisko związane ze zmarłym okazywały żałobę. Dla bliskiego krewnego (małżonek, rodzic, dziecko, rodzeństwo) powinna trwać ona rok, w przypadku dalszej rodziny może być krótsza. Okazuje się ją na kilka sposobów: ubieraniem się w całości na czarno (lub inny, przyjęty w danej kulturze, kolor), noszeniem choć jednej czarnej rzeczy, pokazanej wyżej żałobnej wstążki, lub czarnej opaski z krepy na ramieniu. Żałoba jest tradycyjnym uzewnętrznionym odzwierciedleniem tego, co się dzieje z kimś, kto stracił bliską sobie osobę. Żałoba, a przeżywanie straty to dwie różne rzeczy, bo przeżywanie straty zachodzi niejako w środku.
Kolor symbolizujący żałobę jest różny w różnych częściach świata. W większości krajów kręgu kultury euroamerykańskiej żałobę oznacza czerń, ale na Wschodzie jest to biel, a np. w Iranie – kolor niebieski. Również w starej tradycji słowiańskiej kolorem najsilniej związanym z żałobą jest nie czerń, lecz biel – zachowało się to w niektórych elementach folkloru (np. u Serbołużyczan – białe czepce żałobne u wdów).

## Zwyczaje żałoby w różnych religiach

### Judaizm
Żydzi mają obowiązek obchodzić żałobę co najmniej przez tydzień. Przez pierwsze 7 dni zakazane jest: golenie się, mycie się, opuszczanie domu, pracowanie, studiowanie Tory i słuchanie muzyki; następnie przez pewien czas nie powinno się jeść mięsa, pić wina ani zakładać nowej odzieży.

## Żałoba narodowa
W przypadku śmierci osoby ważnej dla danego społeczeństwa czy systemu społecznego lub zbiorowej tragicznej śmierci ogłasza się żałobę narodową. W takich sytuacjach również władze, instytucje publiczne, kulturalne oraz obywatele danego społeczeństwa także manifestują własną żałobę. Flagę państwową opuszcza się na maszcie do połowy lub zawiesza się na niej kir.

## Żałoba u zwierząt
Zjawisko żałoby u zwierząt nie jest stwierdzone jednoznacznie i z całą pewnością. Jednak wiele obserwacji pozwala wnioskować, że niektóre gatunki zwierząt (np. walenie, małpy człekokształtne, słonie) mogą rozpaczać po śmierci krewnych lub towarzyszy.
Problematyczna jest sama definicja żałoby i jej obserwowanie (sama konieczność natrafienia przez obserwatora na moment śmierci osobnika). Zwykle przyjmuje się tu dwuczęściową definicję:
1. Dwa, lub więcej, osobników dobrowolnie spędza ze sobą czas, również poza czynnościami związanymi z przetrwaniem (zdobywanie pokarmu, rozmnażanie).
2. Kiedy jedno zwierzę umiera, to które przeżyło, zmienia swoje rutynowe zachowania, np. skracając czas przeznaczony na czynności fizjologiczne (jedzenie, spanie) i przyjmuje postawy i mimikę wskazującą na depresję, pobudzenie, czy silny stres.
Powyższego nie spełnia na przykład obserwowane noszenie zmarłych dzieci przez szympansy czy pawiany. Dorosłe osobniki nie wykazują bowiem przy tym istotnych, zewnętrznych oznak pobudzenia czy stresu. Nie porzucają też czynności godowych.
Karol Darwin przypisywał zwierzętom uczucia, wychodząc z założenia, że podobieństwo człowieka do zwierząt zachodzi również na tej płaszczyźnie. W XX wieku dominował jednak pogląd behawiorystyczny, który zakładał, że obserwować można jedynie zewnętrzne zachowania zwierząt, a nie ich życie wewnętrzne.
Do badań emocji zwierząt zaczęto powoli wracać, m.in. po obserwacjach goryli (Jane Goodall) i słoni (Cynthia Moss).
Obserwacje słoni (Iain Douglas-Hamilton z zespołem Save the Elephants, w 2003 w kenijskim rezerwacie Samburu) i waleni (Fabian Ritter z Mammal Encounters Education Research, w 2001 u wybrzeży Wysp Kanaryjskich) wskazują na występowanie tzw. uogólnionej reakcji na umieranie i śmierć. Dotyczy ona zarówno osobników bliskich żałobnikowi i zwierząt z innych grup.
U słoni zaobserwowano wyraźną reakcję na śmierć bliskiego osobnika – poruszenie, bujanie się w przód i tył, trwające wiele godzin próby poruszania i podnoszenia ciała (także mimo oddalania się reszty stada). Zainteresowanie ciałem osobniki spokrewnione okazywały nawet przez tydzień.
U dzikich waleni, jak delfiny, zaobserwowano podobne reakcje. Samica po urodzeniu martwego potomka popychała go i podnosiła, pływając ze zwłokami opartymi o płetwę grzbietową. Samica nie jadła przez ten czas. Okresowo synchronicznie pływały z nią dwa inne dorosłe osobniki. Czasem matka i martwe dziecko było otaczane przez stado kilkunastu osobników. Gdy matka osłabła, jej towarzysze utrzymywali i pływali z martwym osobnikiem na własnych płetwach.
Obserwacje zachowań przypominających żałobę zanotowano również u żyraf Rothschilda. W 2010 w Kenii (Zoe Muller z Rothschild’s Giraffe Project) zaobserwowano samicę żyrafy która zmieniła rutynowe stadne zachowania (narażające ją niebezpieczeństwo), aby nie oddalać się od cielaka, który urodził się ze zdeformowaną stopą i miał problemu z przemieszczaniem się. Gdy po 4 tygodniach od urodzenia cielak padł, mniej więcej po godzinie jego ciałem interesowała się matka i 16 innych samic, wykazując oznaki pobudzenia i niepokoju. Po południu wokół zwłok zebrało się 23 samic i 4 młode osobniki. Podobnie jak u słoni i waleni, niektóre szturchały pyskami ciało cielaka. Wieczorem przy ciele, bliżej niż w ciągu dnia, przebywało znowu kilkanaście samic. Przez następny dzień ciało nadal było odwiedzana przez wiele osobników dorosłych, aż do momentu gdy, mimo prób obrony, zwłoki zostały zabrane przez padlinożerców.
Zebrane obserwacje pokazują u niemal wszystkich gatunków występowanie kontinuum reakcji – niektóre wydają się obojętne wobec śmierci współtowarzyszy, inne są nią bardzo poruszone. Żadne dowody nie wskazują, by zwierzęta spodziewały się śmierci w sposób podobny do człowieka.
Mimo że dla dziko żyjącego zwierzęcia odczuwanie żałoby może być kosztowne fizycznie i emocjonalnie, i narażać je na niebezpieczeństwo, to ewolucyjnie jej pojawienie się upatruje się w zapewnieniu czasu na odpoczynek i dojście do siebie oraz na umożliwieniu uformowania kolejnej bliskiej więzi. U osobników żyjących w parach, np. kooperujących przy opiece lub pozyskiwaniem zasobów, żałoba może stanowić kompromis wobec reakcji na separację, która normalnie pomaga osobnikom szukać się i wrócić do wspólnego życia.